# Santa Barbara

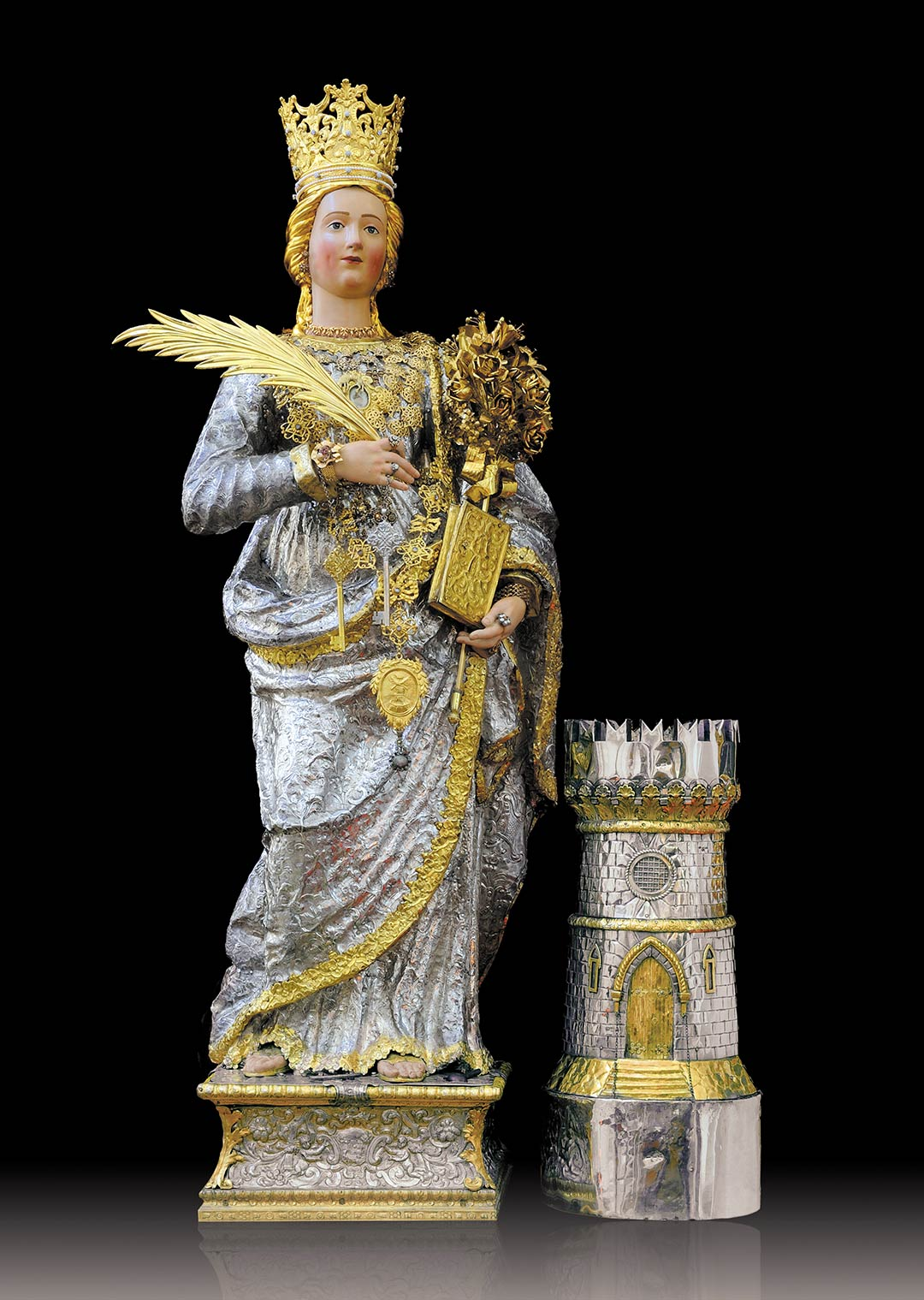
Santa Barbara venerata a Paternò.

Santa Barbara è una martire cristiana. Il luogo e l'epoca in cui è vissuta, a causa delle numerose leggende sorte intorno al suo nome, non sono chiaramente identificabili, ma il suo culto è attestato presso le comunità cristiane d'Oriente (Egitto, Costantinopoli) e Occidente (Roma, Francia) sin dal VI-VII secolo e conobbe una grande popolarità nel Medioevo grazie alla Legenda Aurea; rimossa dal calendario romano generale nel 1969 a causa dei dubbi sulla sua storicità, rimane una santa molto popolare grazie al numero dei suoi patronati (geologi, vigili del fuoco, marina militare, artificieri, artiglieri, genieri, minatori, architetti, ecc.). Nelle tradizioni ortodossa e cattolica di rito bizantino, è onorata col titolo di megalomartire.

## Agiografia

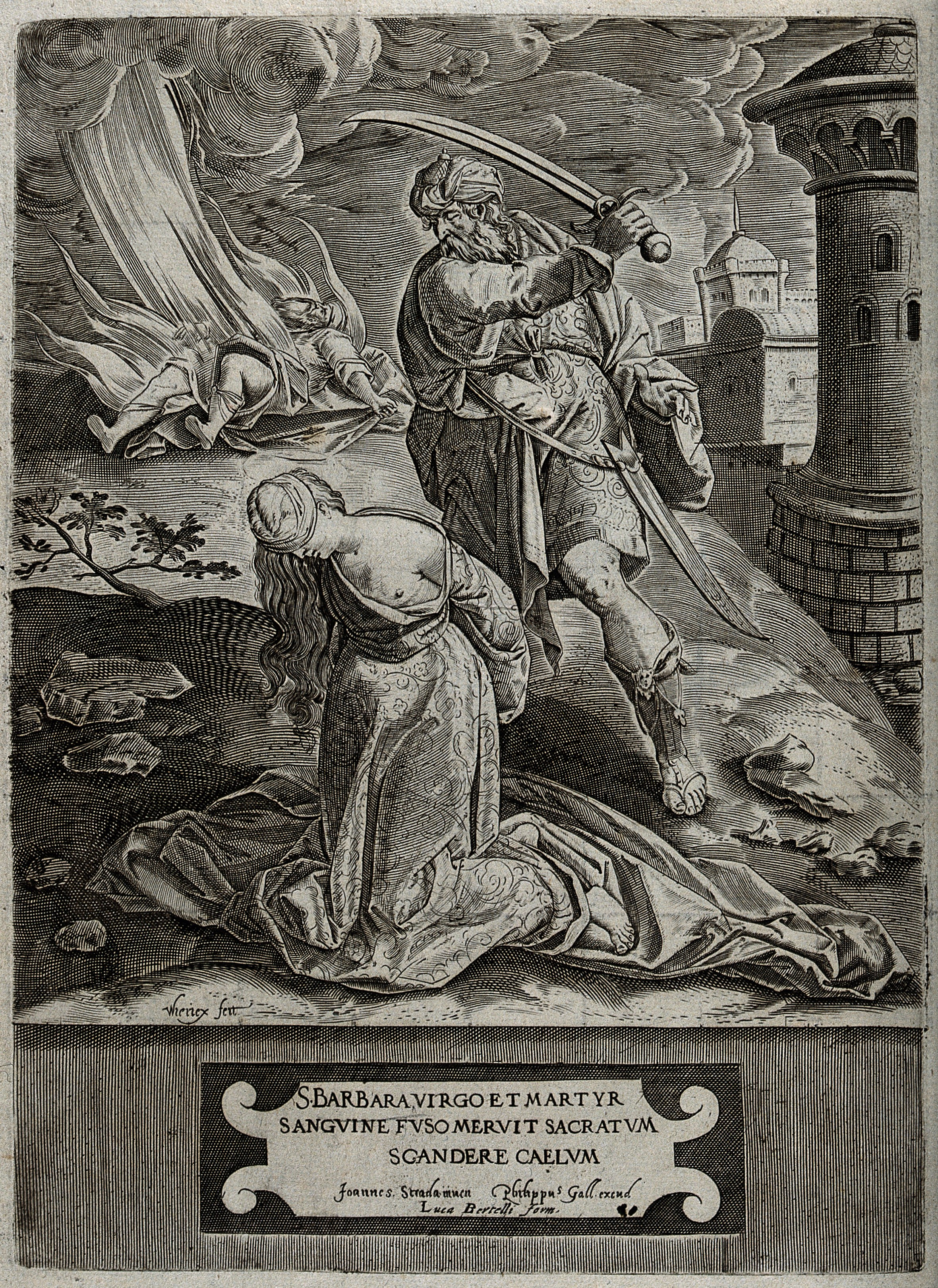
Il martirio di santa Barbara in un'incisione di un Wierix tratta da un dipinto di Giovanni Stradano.

Della vita di questa santa esistono varie agiografie, nessuna delle quali coeva. Esse presentano notevoli differenze tra loro.
Barbara è figlia di Dioscoro o Dioscuro, un uomo di religione pagana. In alcune agiografie, Dioscoro decide di rinchiuderla in una torre a causa della sua grande bellezza, per proteggerla dal mondo esterno e dai pretendenti (che ella comunque respinge sistematicamente): Barbara va quindi a vedere i progetti per la costruzione della torre e, notando che sono presenti solo due finestre, una a nord e una a sud, ordina ai muratori di costruirne una terza, per richiamare la Trinità; prima di entrare nella torre, inoltre, si immerge tre volte in una piscina adiacente, battezzandosi da sola.
In altre versioni, Barbara viene segregata come punizione per la sua disobbedienza; nella torre, la giovane viene istruita da filosofi, oratori e poeti e, studiando, giunge alla conclusione che il politeismo è una farsa; temporaneamente liberata da suo padre, si converte al cristianesimo; quando suo padre decide di costruirle un'imponente piscina con due finestre, ella fa aggiungere una terza finestra a questo edificio (e non alla torre, come nella versione precedente); altre versioni specificano che Barbara aderisce al cristianesimo studiando i testi di Origene e, una volta fuori dalla torre, si reca proprio da lui, ad Alessandria, per farsi battezzare.
Ad ogni modo, quando Dioscoro scopre la nuova fede della figlia tenta di ucciderla: Barbara riesce a sfuggirgli miracolosamente, trapassando le pareti della torre oppure volando su una montagna (in questo caso, viene vista volare da due pastori, uno dei quali la tradisce rivelando a Dioscoro la sua posizione; maledetto da Barbara, egli viene trasformato in pietra, e il suo gregge di pecore in uno sciame di locuste); riacciuffatala, suo padre la trascina davanti a un magistrato (o prefetto) di nome Martiniano o Marziano. La giovane rifiuta però di abiurare e viene quindi torturata più volte: viene avvolta da panni ruvidi irti di spine che le lacerano la carne, ma Cristo, apparendole di notte, cura le sue ferite. I carnefici tentano quindi di ustionarla, ma le fiamme accese ai suoi fianchi si spengono subito; le vengono poi tagliati i seni (come a Sant'Agata), viene colpita alla testa con un martello e poi fatta sfilare nuda per le strade. Alla fine il padre la conduce in cima a una montagna e la decapita, assieme a un'altra giovane cristiana, Giuliana. Sceso a valle, Dioscoro viene incenerito da un fulmine o da un fuoco venuto dal cielo come punizione per l'omicidio.
Le spoglie di Barbara e Giuliana vengono quindi seppellite da un uomo di nome Valentino, e presso la loro tomba cominciano ad avvenire guarigioni miracolose.

## Storicità e culto

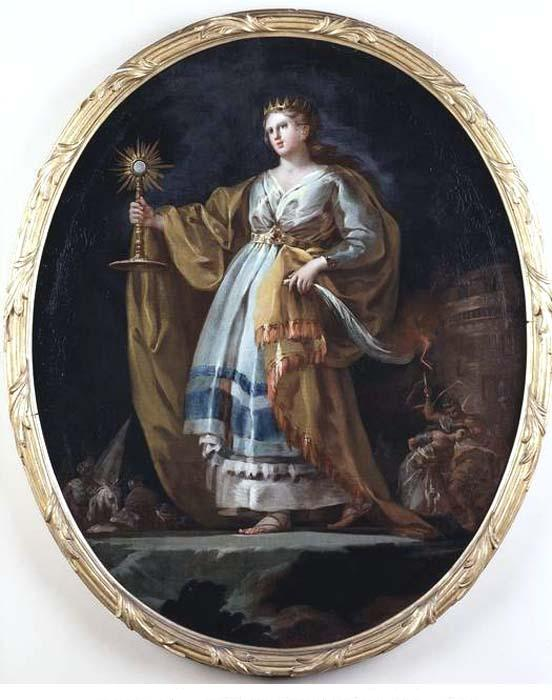
Francisco Goya, Santa Barbara.

Di santa Barbara non esiste alcuna menzione nei documenti dell'antichità cristiana, così come nella versione originale del martirologio geronimiano; la sua storia, inoltre, presenta notevoli somiglianze con quella di santa Cristina, ed è probabile che l'autore della passio di Barbara abbia ricopiato quella di Cristina, esagerandone gli aspetti inverosimili. Ciò ha portato alcune fonti, anche autorevoli, a dubitare dell'esistenza stessa di questa figura.
Le varie agiografie differiscono per molti particolari, compresi il tempo e il luogo in cui visse Barbara; riguardo alla data del martirio, esso sarebbe avvenuto sotto un "imperatore Massimino" o "Massimiano", ma non è chiaro se si tratti di Massimino il Trace, Massimino Daia o Massimiano. Per quanto concerne il luogo, invece, le fonti riportano diverse città natali, fra cui Nicomedia, Antiochia, Eliopoli in Egitto, Eliopoli in Libano e un'altra Eliopoli presso Euchaita, nonché la Toscana e Roma, una diversità che testimonia l'adattamento della sua leggenda ai vari luoghi in cui era venerata.
Il suo culto è ben attestato a partire dal VII secolo, periodo in cui appaiono i primi Acta del suo martirio, di origine forse egiziana, che funsero da base per diverse agiografie composte nei secoli seguenti da vari autori, quali Simeone Metafraste, Usuardo e Adone di Vienne; esistono però anche testimonianze precedenti di una sua venerazione, come un monastero a Edessa nel IV secolo e una basilica copta al Cairo nel VII secolo dedicati a lei. La santa era venerata a Roma già nel VII-VIII secolo, periodo a cui sono datate sue immagini nella chiesa di Santa Maria Antiqua, e il suo culto è attestato in Sabina e Umbria prima dell'anno 1000.
Intorno al IX secolo Barbara era venerata pubblicamente e ampiamente tanto nell'Oriente quanto nell'Occidente cristiano, e durante il Medioevo si diffuse, grazie al suo culto, l'uso del nome proprio Barbara; tra il XV (quando la sua storia raggiunse l'apice della popolarità in Occidente) e il XVI secolo, era venerata in Germania come una delle quattro "grandi vergini", assieme alle sante Dorotea, Caterina d'Alessandria e Margherita d'Antiochia. Il suo culto scemò progressivamente dopo il concilio di Trento (forse anche perché la giovane era considerata, nella storia, eccessivamente "ribelle" verso suo padre e l'autorità costituita).

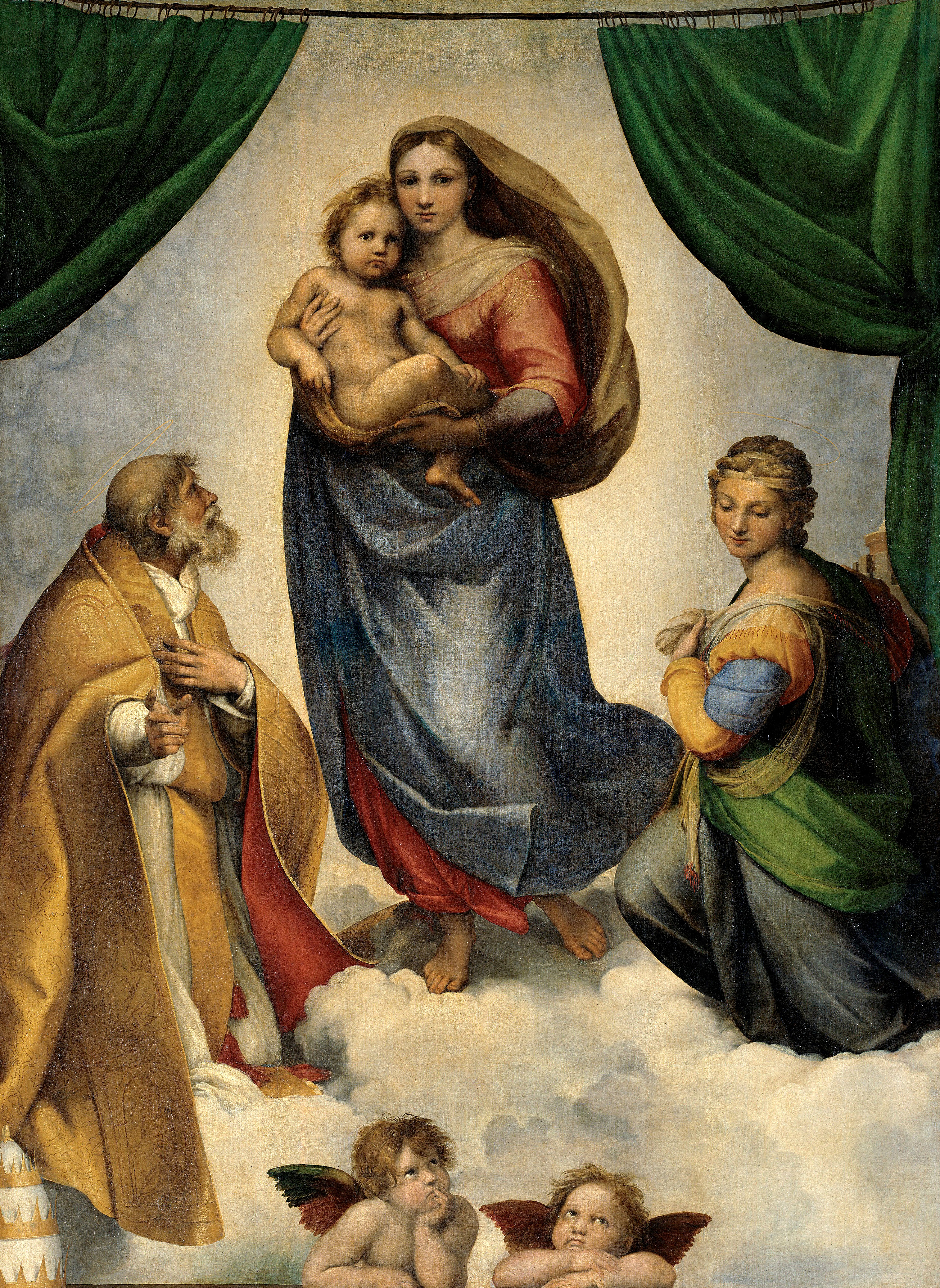
Santa Barbara, sulla destra, nella Madonna Sistina di Raffaello Sanzio.

Una tradizione vuole che la Santa sia stata martirizzata in Sabina, nei pressi dell'odierna Scandriglia, e che nell'Alto Medioevo, temendo incursioni saracene, il suo corpo sia stato traslato a Rieti, dove ancora si conserva sotto l'Altare Maggiore della Cattedrale. Da allora la Città ha eletto santa Barbara a sua Patrona.

Secondo altre fonti, il corpo della santa fu invece portato a Costantinopoli nel VI secolo; da lì, nel XII secolo, Barbara Comnena, che fu, apparentemente, una sorella dell'imperatore Alessio I Comneno, e terza moglie di Svjatopolk II lo trasferì a Kiev, dove ora riposa nella cattedrale di San Vladimiro.

Secondo altre fonti ancora, le reliquie sarebbero invece state prelevate da Costantinopoli e portate a Venezia da Maria Argyropoula quando, verso il 1004, andò in sposa a Giovanni Orseolo; più avanti, durante il dogato di Ottone Orseolo, due fratelli di Giovanni, Orso e Felicita, fecero spostare le reliquie dalla basilica di San Marco dov'erano custodite al monastero di San Giovanni evangelista di Torcello. Con la secolarizzazione dei beni ecclesiastici voluta da Napoleone, le reliquie furono nuovamente spostate e collocate nella chiesa di San Martino di Burano, dove si trovano a tutt'oggi.

Il corpo della santa è oggi conservato anche a Piacenza nella chiesa di San Sisto, a Roma nella chiesa di San Lorenzo in Damaso, a Il Cairo, mentre la testa è venerata a Novgorod in Russia (insieme al suo seno pietrificato), in Pomerania e a Montecatini. Altre reliquie della santa sono presenti a Roma nel Tesoro di San Giovanni in Laterano, nella chiesa di Santa Maria in Traspontina, nella basilica dei Santi Cosma e Damiano, nella chiesa di Santa Barbara alle Capannelle e nella Chiesa Collegiale del Divino Salvatore di Siviglia; altri resti della santa sono anche nella chiesa della Real Casa della Santissima Annunziata a Napoli, a Pisa, Cremona, Mantova e Trapani.
Negli antichi martirologi greci, così come nell'attuale martirologio romano, la data di commemorazione di santa Barbara è il 4 dicembre, ma va notato che tutti i martirologi del IX secolo la collocano invece al 16 dicembre. La santa è stata rimossa dal Calendario romano generale con la riforma del 1969, per via del suo carattere leggendario, ma è ancora presente nel Martirologio romano e la continuazione del suo culto è stata permessa.

### Patronati

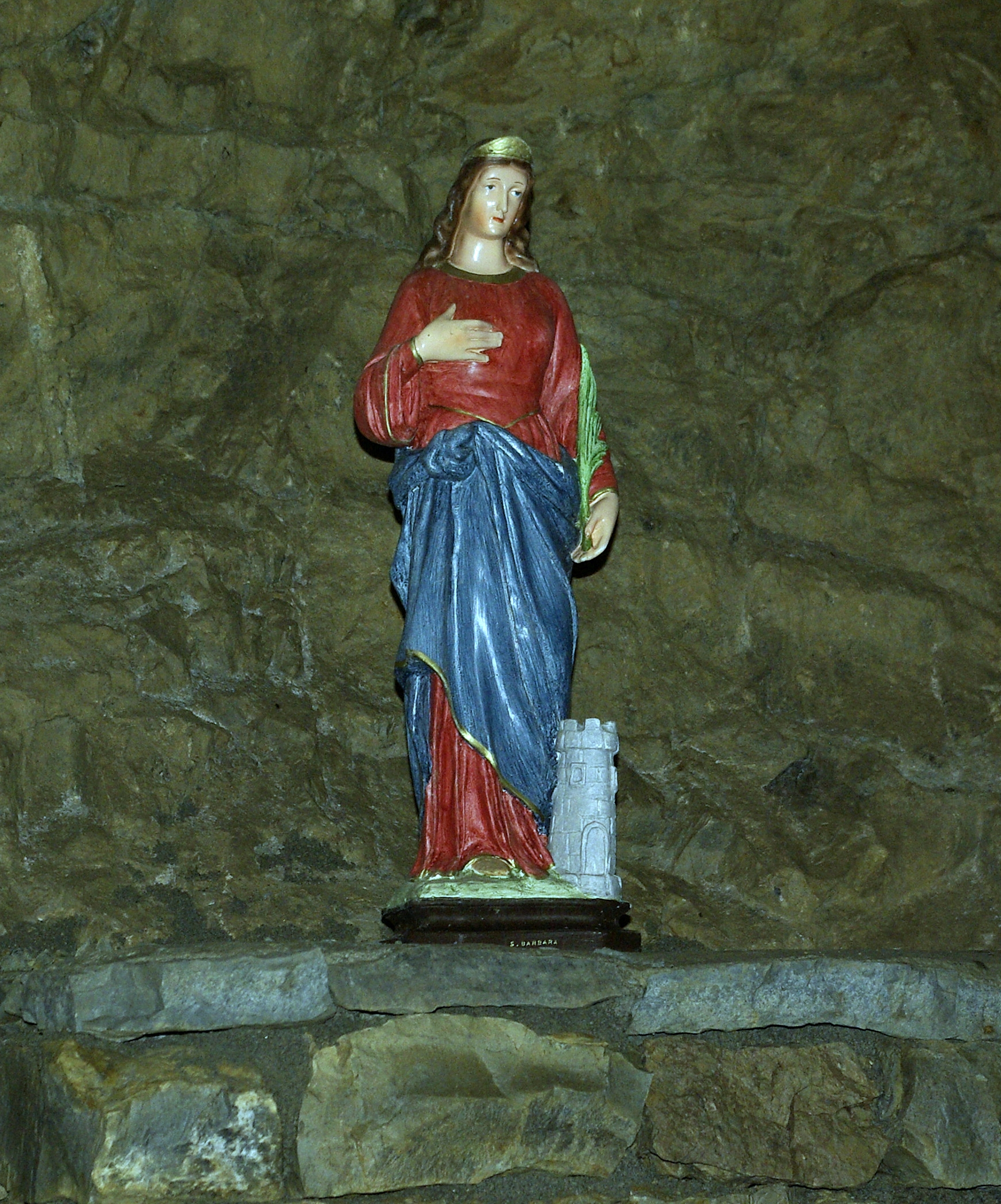
Come protettrice dei minatori, una semplice statua della santa spesso viene posta nelle gallerie minerarie; questa si trova all'ingresso di una miniera di piombo ai Piani dei Resinelli.

Dai vari elementi citati nella sua leggenda è derivata, col tempo, una quantità spropositata di patronati: la prigionia nella torre da parte di suo padre associò la sua figura alle torri, a tutto ciò che concerneva la loro costruzione e manutenzione e quindi il loro uso militare; da qui il fatto di essere considerata patrona di architetti, stradini, tagliapietre, muratori, cantonieri, campanari, nonché di torri e fortezze. Parimenti, per via della morte di Dioscoro, essa venne considerata protettrice contro i fulmini e il fuoco, e di conseguenza contro le morti causate da esplosioni o da colpi d'artiglieria; da qui deriva il suo patronato su numerose professioni militari (artiglieri, artificieri, genio militare, membri della marina) e sui depositi di armi e munizioni (al punto che le polveriere vengono chiamate anche "santebarbare"). Per quanto riguarda la marina militare (di cui fu confermata patrona da Pio XII con il breve pontificio del 4 dicembre 1951), la santa fu scelta in particolare perché simboleggiante la serenità del sacrificio di fronte a un pericolo inevitabile. È inoltre patrona di tutto ciò che riguarda il lavoro in miniera e dei vigili del fuoco. Il patronato sugli artiglieri e sui minatori risale almeno al XV secolo.
Viene invocata per scongiurare i pericoli del fulmine e della morte improvvisa e priva dei conforti sacramentali, il che l'ha fatta entrare nel numero dei santi ausiliatori, un gruppo di quattordici santi alla cui intercessione la tradizione popolare attribuisce una particolare efficacia in determinate necessità: la devozione è attestata per la prima volta in Germania nel 1284 e si diffuse notevolmente nel corso del Trecento anche in Austria, Svizzera e varie regioni italiane.
Anche i racconti di miracoli operati per intercessione della santa fecero molto per aumentare la sua popolarità (un esempio citato spesso è quello avvenuto a Gorkum nel 1448, in cui tal Henry Kock venne gravemente ustionato in un incendio e, appellandosi a santa Barbara -di cui era sempre stato devoto-, riuscì a uscire dall'edificio e a sopravvivere fino a ricevere l'estrema unzione).

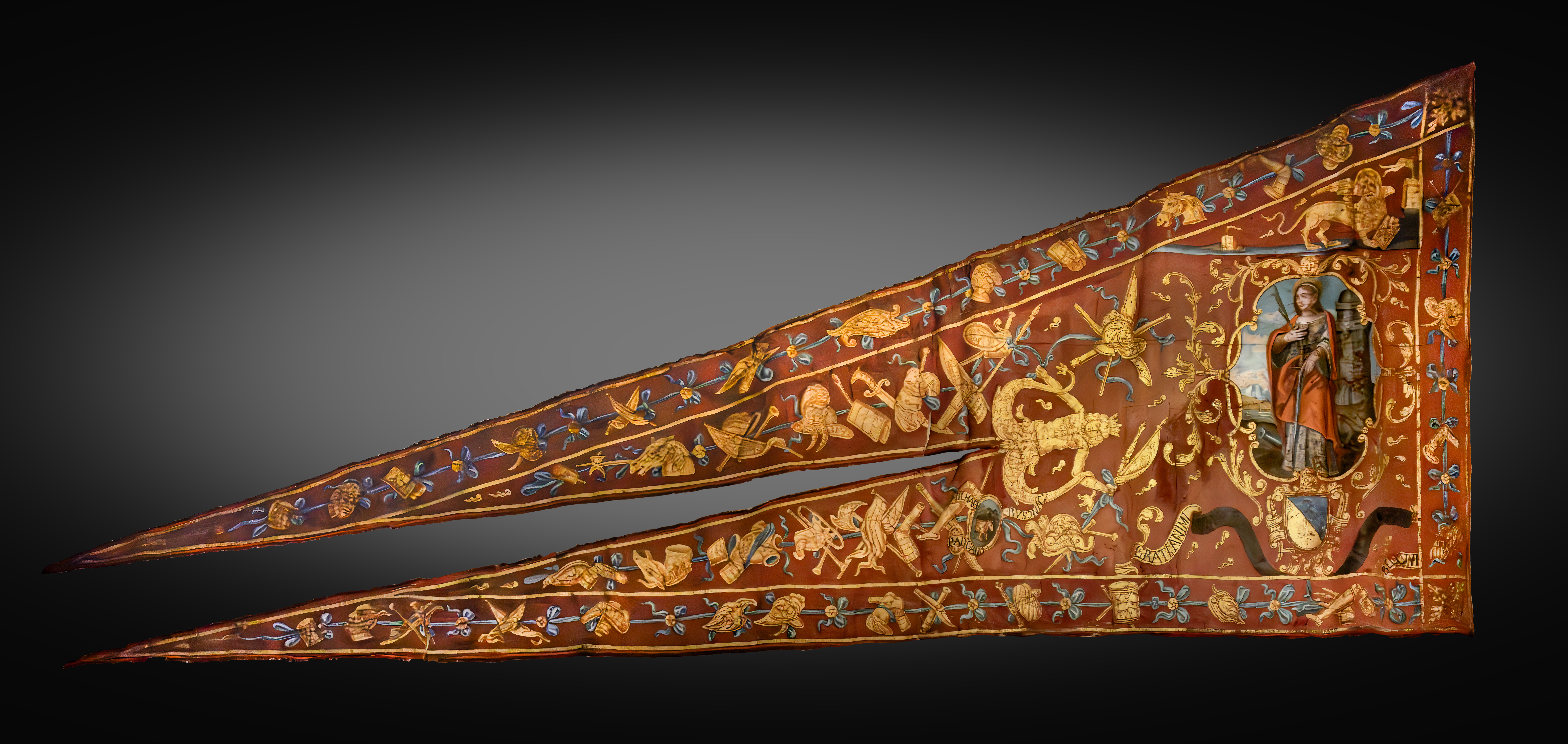
Stendardo navale della marina veneziana del XVII secolo con Santa Barbara (Museo Correr).

Come patrona delle attività principali del gruppo Eni le è stata dedicata la grande nuova chiesa costruita a Metanopoli, quartier generale del gruppo, per decisione di Enrico Mattei.

### Iconografia

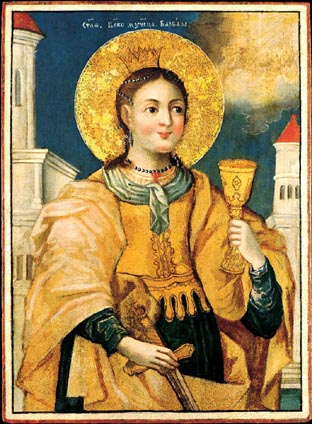
Santa Barbara in un'icona russa del XVIII secolo.

Nel XV e XVI secolo si assiste a una fioritura di rappresentazioni di santa Barbara in opere artistiche, specialmente fra autori italiani, fiamminghi e, in minor misura, tedeschi. La sua leggenda e la varietà di cose a cui è associata hanno dato vita a un gran numero di elementi con i quali ella viene rappresentata. Il simbolo più comune e significativo è indubbiamente la torre a tre finestre, raffigurata tanto come ambiente in cui la santa viene collocata, quanto come "miniatura" tenuta in mano o poggiata ai piedi. Il più antico, però, testimoniato da un affresco nella chiesa di Santa Maria Antiqua a Roma, è il pavone, simbolo di lunga vita, apoteosi o immortalità (o, in alternativa, richiamante alcune versioni della leggenda in cui, quando i suoi carnefici si apprestarono a torturarla con delle verghe, queste si tramutarono in piume di pavone). La piuma di questo animale (o di struzzo), inoltre, è un attributo presente nelle opere prodotte nell'area dei Paesi Bassi e della Germania, ma il suo significato non è chiaro: oltre che ricondursi all'episodio appena citato, potrebbe anche rappresentare la fenice, simbolo di Eliopoli (dove, secondo alcune agiografie, la santa sarebbe nata). Gaiffier sosteneva invece che derivasse dal Dicta Origenis de beata Barbara, un'agiografia in cui Cristo appare come bambino a santa Barbara e le dà una piuma di struzzo, animale che, secondo Origene, è più degno di tutti gli altri.

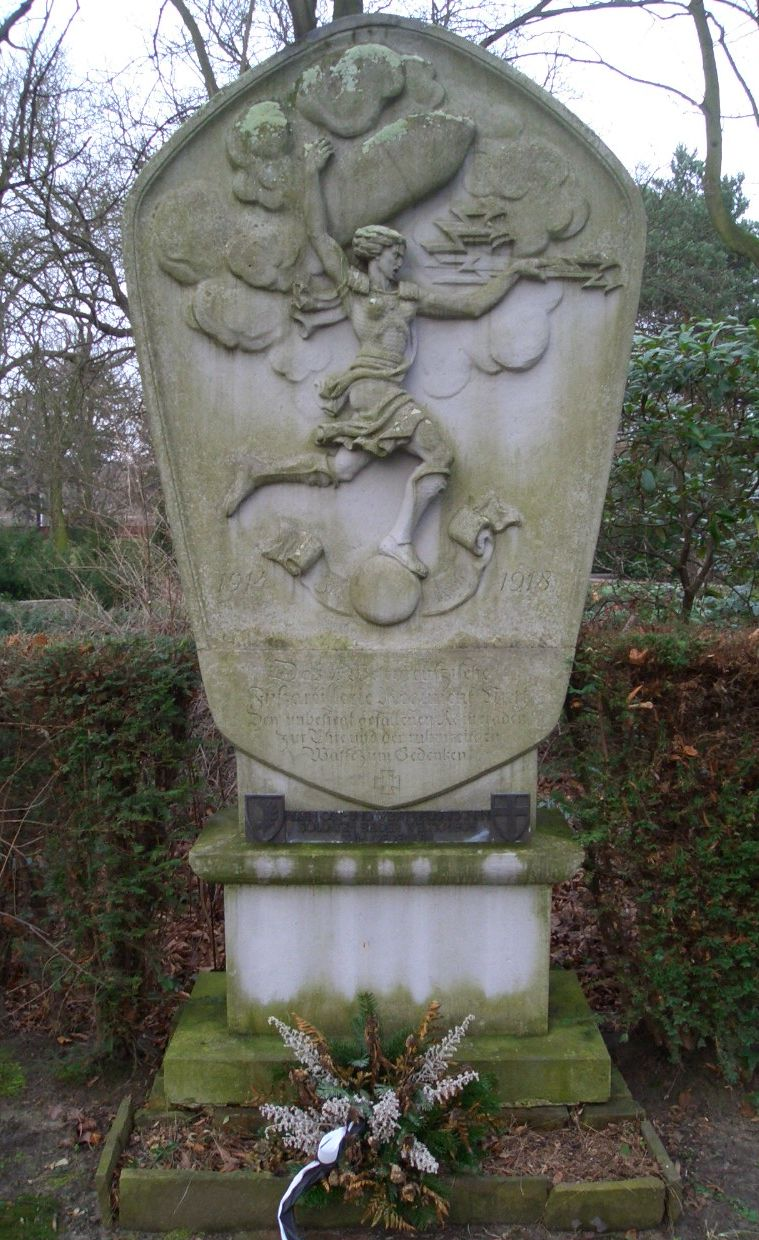
La santa, raffigurata mentre guida una bomba e dei fulmini, in un memoriale di guerra nel cimitero di Columbiadamm, a Berlino.

In quanto martire, a santa Barbara vengono associate spesso la palma, una corona o un diadema (specie nelle opere più tarde) e la spada, l'arma con cui è stata uccisa. Altri attributi comuni, specie dopo il XV secolo, sono il calice e l'ostia (o anche la pisside), entrambi simboleggianti l'accompagnamento cristiano alla morte, cioè che nessuno dei suoi devoti sarebbe morto senza aver ricevuto il viatico (va notato che santa Barbara e santa Chiara sono le uniche donne, tra i santi, a cui viene attribuita l'ostia nelle rappresentazioni sacre). Il concilio di Trento, citando un decreto del precedente concilio di Cambrai, bandì l'uso di questi due simboli, in quanto promettevano una "grazia scontata", specie a coloro che avevano vissuto in maniera peccaminosa (essi rimasero comunque comuni nell'iconografia ortodossa e anglicana). Oltre a questi, è occasionalmente affiancata da cannoni o catapulte, il cui attacco richiama la morte subita da Dioscoro e il patronato di santa Barbara sull'artiglieria; più rare invece le rappresentazioni in cui tiene un libro (rappresentazione della sua vita studiosa), una torcia (richiamante un episodio del suo martirio) o in cui suo padre Dioscoro appare ai suoi piedi (simbolo della sua vittoria contro il paganesimo).
Generalmente, santa Barbara è rappresentata riccamente vestita, spesso in tinte di rosso, ma fino a prima del concilio di Trento (dove Molanus fece bandire tutte le immagini "lascive") esistevano anche opere ove era raffigurata seminuda, in particolare in quelle che richiamavano la parte del suo martirio in cui le viene tagliato il seno; dopo il concilio il culto e le rappresentazioni occidentali di santa Barbara calarono notevolmente, concentrandosi maggiormente sull'episodio finale del martirio, la decapitazione.
La Santa, assieme ad alcuni dettagli della sua vita (come l'esser stata rinchusa in una torre), potrebbero aver ispirato del tutto o in parte l'idea princìpe della fiaba tradizionale di Raperonzolo, nel corso dei secoli e nelle differenti versioni a noi giunte, come quelle trascritte da Basile a Perrault alla Mademoiselle de la Force, dai fratelli Grimm a Calvino, sino al Classico Disney.